# Nealcidion furciferum
Nealcidion furciferum är en skalbaggsart som först beskrevs av Bates 1881.  Nealcidion furciferum ingår i släktet Nealcidion och familjen långhorningar.
Artens utbredningsområde är:
- Guatemala.
- Honduras.

Inga underarter finns listade i Catalogue of Life.